# 1923年の音楽
1923年の音楽（1923ねんのおんがく）では、1923年（大正12年）の世界の音楽分野の動向についてまとめる。
1922年の音楽 - 1923年の音楽 - 1924年の音楽

## 概要
- ジョセフ・サミュエルズ・タンパ・ブルー・ジャズ・バンドが、ジョージ・ワシントン・トーマス作曲の「ザ・ファイヴズ」（オーケー・レコード）を録音した[1]。
- 2月19日 - ジャン・シベリウス「交響曲第6番」がヘルシンキにて初演。
- 10月18日 - セルゲイ・プロコフィエフ「ヴァイオリン協奏曲第1番」がパリのオペラ座にて初演。
- 11月19日 - バルトーク・ベーラ「舞踏組曲」がブダペストにて初演。

日付不明
- オーガスタス・ジョンが描いたチェリスト・ギレルミナ・スッジアの油絵が完成。

## 世界の出版楽曲
- どうしたらいいの（アーヴィング・バーリン）
- イエス・ウィー・ハブ・ノー・バナナ（エディー・カンター）
- イギリス民謡組曲（レイフ・ヴォーン・ウィリアムズ）
- 海の歌（レイフ・ヴォーン・ウィリアムズ）
- 結婚（イーゴリ・ストラヴィンスキー）
- 交響曲第6番（ニコライ・ミャスコフスキー）
- 交響曲第6番（ジャン・シベリウス）
- 航空行進曲
- 五重奏曲（セルゲイ・プロコフィエフ）
- 左手のためのピアノ協奏曲（エーリヒ・ヴォルフガング・コルンゴルト）
- シダリーズと牧羊神（ガブリエル・ピエルネ）
- スリープ（フレッド・ウェアリングズ・ペンシルヴェニアンズ）
- チャールストン
- 中国寺院の庭にて（アルバート・ケテルビー）
- バール・シェム（エルネスト・ブロッホ）
- パシフィック231（アルテュール・オネゲル）

## 日本の出版楽曲
- 嗚呼黎明
- 青山ほとり
- あわて床屋（北原白秋、山田耕筰）
- おもちゃのマーチ（海野厚、小田島樹人）
- 肩たたき（西條八十、中山晋平）
- 金沢市歌
- 背くらべ（海野厚、中山晋平）
- 東京市歌（高田休廣、山田耕筰）
- 夕焼小焼（中村雨紅、草川信）

## 結成
- MDR交響楽団
- Osaka Shion Wind Orchestra
- サンフランシスコ・オペラ
- ハンガリー国立フィルハーモニー管弦楽団
- ベオグラード・フィルハーモニー管弦楽団
- ベルリン放送交響楽団
- ポートランド交響楽団
- 明治大学交響楽団
- 明治大学マンドリン倶楽部
- 立教大学グリークラブ

## 誕生
- 1月1日 - ミルト・ジャクソン（ジャズ・ビブラフォン奏者、+1999年・76歳没）
- 1月13日 - ダニイル・シャフラン（チェリスト、+1997年・74歳没）
- 1月24日 - シメオン・テン・ホルト（作曲家、+2012年・89歳没）
- 1月29日 - イーヴォ・ロビッチ（歌手、+2000年・77歳没）
- 2月10日 - チェーザレ・シエピ（バス歌手、+2010年・87歳没）
- 2月12日 - メル・パウエル（作曲家、+1998年・75歳没）
- 2月13日 - イフラ・ニーマン（ヴァイオリニスト、+2003年・79歳没）
- 2月17日 - バディ・デフランコ（ジャズクラリネット奏者、+2014年・91歳没）
- 2月22日 - ノーマン・スミス（ミュージシャン、音楽プロデューサー、+2008年・85歳没）
- 2月24日 - 石濱恒夫（作家、作詞家、+2004年・80歳没）
- 2月27日 - デクスター・ゴードン（サクソフォーン奏者、+1990年・67歳没）
- 3月2日 - オリン・キープニュース（音楽プロデューサー、+2015年・91歳没）
- 3月3日 - ドク・ワトソン（ギタリスト、+2012年・89歳没）
- 3月6日 - ウェス・モンゴメリー（ジャズギタリスト、+1968年・45歳没）
- 3月26日 - クリフトン・ウィリアムズ（ホルン奏者、+1976年・52歳没）
- 3月28日 - アイク・アイザックス（ジャズベーシスト、+1981年・57歳没）
- 3月28日 - サド・ジョーンズ（ジャズトランペット奏者、+1986年・63歳没）
- 3月30日 - 末永直行（音楽評論家、+2019年・96歳没）[2]
- 4月8日 - ジョルジュ・オクトール（指揮者、+2020年・97歳没）
- 4月13日 - ジャンニ・ライモンディ（テノール歌手、+2008年・85歳没）
- 4月16日 - ベニー・グリーン（ジャズトロンボーン奏者、+1977年・53歳没）
- 4月20日 - ティト・プエンテ（ミュージシャン、+2000年・77歳没）
- 4月30日 - パーシー・ヒース（ジャズベーシスト、+2005年・81歳没）
- 4月30日 - 小畑実（歌手、+1979年・55歳没）
- 5月13日 - レッド・ガーランド（ジャズピアニスト、+1984年・60歳没）
- 5月17日 - ピーター・メニン（作曲家、+1983年・60歳没）
- 5月23日 - アリシア・デ・ラローチャ（ピアニスト、+2009年・86歳没）
- 5月28日 - リゲティ・ジェルジュ（作曲家、+2006年・83歳没）
- 5月29日 - ユージーン・ライト（ジャズベーシスト、デイヴ・ブルーベックカルテット、+2020年・97歳没）[3]
- 6月12日 - 菅野浩和（作曲家、+2011年・87歳没）
- 6月13日 - 奈良光枝（歌手、+1977年・53歳没）
- 6月14日 - 志摩夕起夫（アナウンサー、音楽評論家、+1999年・76歳没）
- 6月18日 - ヘルマン・クレバース（ヴァイオリニスト、+2018年・94歳没）
- 6月22日 - フランツ＝パウル・デッカー（指揮者、+2014年・90歳没）
- 6月27日 - エルモ・ホープ（ジャズピアニスト、+1967年・43歳没）
- 7月3日 - ジョニー・ハートマン（ジャズボーカリスト、+1983年・60歳没）
- 7月7日 - エドゥアルド・ファルー（ギタリスト、+2013年・90歳没）
- 7月7日 - キティ・ホワイト（ジャズ歌手、+2009年・86歳没）
- 7月14日 - 平山美智子（ソプラノ歌手、+2018年・94歳没）
- 7月15日 - フィリー・ジョー・ジョーンズ（ジャズドラマー、+1985年・62歳没）
- 7月19日 - 三波春夫（浪曲師、演歌歌手、+2001年・77歳没）
- 7月24日 - 田村宏（ピアニスト、+2011年・87歳没）
- 7月28日 - 周文中（作曲家、+2019年・96歳没）[4]
- 7月29日 - ジム・マーシャル（マーシャル創業者、+2012年・88歳没）
- 7月30日 - ジークフリート・ケーラー（指揮者、+2017年・94歳没）
- 7月31日 - アーメット・アーティガン（アトランティック・レコード創設者、+2006年・83歳没）
- 8月1日 - 中田喜直（作曲家、+2000年・76歳没）
- 8月22日 - 木川かえる（漫画家・ジャズ漫画家、+2005年）
- 8月26日 - ヴォルフガング・サヴァリッシュ（指揮者、+2013年・89歳没）
- 9月1日 - カレン・チャンドラー（歌手、+2010年・87歳没）
- 9月8日 - ウィルバー・ウェア（ジャズベーシスト、+1979年・56歳没）
- 9月9日 - 岩河三郎（作曲家、+2013年・90歳没）
- 9月15日 - アーヴェル・ショウ（ジャズミュージシャン、+2002年・79歳没）
- 9月17日 - ハンク・ウィリアムス（シンガーソングライター、+1953年・29歳没）
- 9月24日 - ファッツ・ナヴァロ（トランペット奏者、+1950年・26歳没）
- 9月25日 - サム・リヴァース（ジャズミュージシャン、+2011年・88歳没）
- 10月2日 - 岩井直溥（作曲家、指揮者、+2014年・90歳没）
- 10月3日 - スタニスワフ・スクロヴァチェフスキ（指揮者、+2017年・93歳没）
- 10月17日 - バーニー・ケッセル（ジャズギタリスト、+2004年・80歳没）
- 10月25日 - 吉田矢健治（作曲家、+1998年・75歳没）
- 10月30日 - 唯是震一（邦楽作曲家、筝曲家、+2015年・91歳没）
- 11月1日 - ビクトリア・デ・ロス・アンヘレス（ソプラノ歌手、+2005年・81歳没）
- 11月3日 - ラウル・ショー・モレノ（トリオ・ロス・パンチョス、+2003年）
- 11月6日 - ドン・ラッシャー（ジャズトロンボーン奏者、+2006年・82歳没）
- 11月11日 - 丹古晴己（作詞家、+2012年・89歳没）
- 11月12日 - チャーリー・マリアーノ（アルト・サックス奏者、+2009年・85歳没）
- 11月21日 - 十五世杵屋喜三郎（長唄唄方、+2023年・99歳没）[5]
- 11月23日 - 小林桂樹（俳優・元歌手、+2010年・86歳没）
- 11月24日 - サージ・チャロフ（ジャズサクソフォーン奏者、+1957年・33歳没）
- 12月2日 - マリア・カラス（歌手、+1977年・53歳没）
- 12月12日 - 津村謙（歌手、+1961年・37歳没）
- 12月16日 - メナヘム・プレスラー（ピアニスト、ボザール・トリオ、+2023年・99歳没）[6]
- 12月18日 - 只野通泰（作曲家、+2015年・91歳没）
- 12月28日 - ヨーゼフ・ハシッド（ヴァイオリニスト、+1950年・26歳没）

- 月日不明 - 駒ヶ嶺大三（音楽教育学者、+2015年・92歳没）
- 月日不明 - タイニー・カーン（ジャズドラマー、+1953年・30歳没）

## 死去
- 2月19日 - ヘロニモ・ヒメネス（作曲家、指揮者、*1854年）
- 3月5日 - ドーラ・ペヤチェヴィチ（作曲家、*1885年）
- 3月20日 - ヘンリー・エドワード・クレービール（音楽評論家、音楽学者、*1854年）
- 5月30日 - カミーユ・シュヴィヤール（指揮者、作曲家、ピアニスト、*1859年）
- 7月13日 - アスガー・ハンメリク（作曲家、*1843年）
- 10月14日 - ジョージ・ホワイティング（作曲家、*1840年）
- 12月2日 - トマス・ブレトン（作曲家、*1850年）